# Prusim (Grande-Pologne)
Pour les articles homonymes, voir Prusim.
Prusim (prononciation : [ˈpruɕim]) est un village polonais de la gmina de Kwilcz dans le powiat de Międzychód de la voïvodie de Grande-Pologne dans le centre-ouest de la Pologne.
Il se situe à environ 6 kilomètres au nord-ouest de Kwilcz (siège de la gmina), 10 kilomètres à l'est de Międzychód (siège du powiat), et à 65 kilomètres à l'ouest de Poznań (capitale de la Grande-Pologne).

## Histoire
De 1975 à 1998, le village faisait partie du territoire de la voïvodie de Poznań.

Depuis 1999, Prusim est situé dans la voïvodie de Grande-Pologne.
Le village possède une population de 141 habitants en 2009.